# Čou Čchun-čchüan
Čou Čchun-čchüan (čínsky pchin-jinem Zhōu Chúnquán, znaky zjednodušené 周纯全, tradiční 周純全; 6. října 1905 – 28. července 1985) byl čínský komunistický revolucionář a voják, koncem 20. a v první polovině 30. let jeden z vůdců sovětské oblasti E-Jü-Wan a 4. frontu čínské Rudé armády, účastník Dlouhého pochodu, roku 1935 krátce působil v politbyru ústředního výboru Komunistické strany Číny. Účastnil se války s Japonskem, v občanské válce ve druhé polovině 40. let velel týlu Severovýchodní polní armády/4. polní armády. Po roce 1949 organizoval zásobování čínských vojsk v Koreji a působil jako zástupce velitele týlu Čínské lidové osvobozenecké armády.

## Život
Čou Čchun-čchüan se narodil 6. října 1905 v okrese Chuang-an (dnes okres Chung-an) na severovýchodě provincie Chu-pej. Vzdělával se na soukromé škole, poté nastoupil na První vzorovou základní školu provincie Chu-pej, poté pracoval jako učeň ve Wu-chanu, následně jako dělník v tkalcovské továrně v Chan-kchou. V roce 1925 se vrátil do Chuang-anu jako dělník. Zapojil se do revolučních aktivit a v listopadu 1926 vstoupil do Komunistické strany Číny, účastnil se povstání v Chuang-mu a v listopadu 1927 byl zvolen členem okresní rolnické vlády. V roce 1928 se stal tajemníkem okresního výboru KS Číny v Sin-jangu, poté působil ve vedení sovětské oblasti E-Jü-Wan na pomezí provincií Chu-pej, Che-nan a An-chuej. Od listopadu 1929 byl členem stálého výboru výboru KS Číny v sovětské oblasti, od roku 1930 byl současně vedoucím úřadu politické ochrany oblasti a předsedou odborů oblasti. Později vedl bezpečnostní úřad 4. rudé armády.
V říjnu 1932 byl Čou Čchun-čchüan převeden na místo politického komisaře 10. divize 4. frontu a s hlavními silami 4. frontu se přesunul na západ. V červnu 1933 byl jmenován politickým komisařem 4. sboru, podílel se na vytvoření S’čchuansko-Šansijské sovětské oblasti a vedl své jednotky k účasti v bojích s místními militaristy. V říjnu 1934 byl jmenován zástupcem náčelníka politického oddělení 4. frontu a tajemníkem výboru KS Číny S’čchuansko-Šansijské sovětské oblasti.
V dubnu–červnu 1935 se se svými oddíly účastnil ústupu 4. frontu na západ, po setkání v 1. frontem a vedením KS Číny byl v srpnu 1935 politbyrem s dalšími představiteli 4. frontu přibrán do ústředního výboru a stal se i členem politbyra a byl jmenován zástupcem náčelníka Hlavní politické správy čínské Rudé armády. Po opětovném rozdělení 4. a 1. frontu (v září 1935) působil jako náčelník politického oddělení 4. frontu a komisař 31. sboru. Poté, co 4. front dorazil do sovětské oblasti Šen-si-Kan-su-Ning-sia, přešel Čou Čchun-čchüan do Protijaponské vojenské a politické univerzity.
Od roku 1938 vedl pobočku Protijaponské vojenské a politické univerzity v Šan-tungu. Od roku 1943 sloužil v administrativě regionu Pin-chaj.
Po skončení války odporu proti Japonsku byl přeložen na severovýchod jako ředitel důlní společnosti v Pen-si v provincii Liao-ning. Od září 1946 vedl správu jižního Liao-ningu, současně vykonával funkci zástupce tajemníka výboru KS Číny v jižním Liao-ningu. Později velel východní frontě Severovýchodních demokratických spojeneckých sil a pracoval jako zástupce náčelníka týlu Severovýchodní polní armády. V roce 1949 se stal náčelníkem týlu 4. polní armády (bývalé Severovýchodní polní armády), zajišťoval zásobování armády v bojích ve střední Číně i její přesun polní armády na jih a další operace. Během této doby Čou Čchun-čchüan oslepl na pravé oko kvůli nedostatečnému zotavení ze zranění, které utrpěl během Dlouhého pochodu.
Po vzniku Čínské lidové republiky působil jako politický komisař týlu Středojižního vojenského okruhu a Čtvrté polní armády, zodpovědný za logistiku bitvy o ostrov Chaj-nan. V prosinci 1950 odjel na korejskou frontu, aby se seznámil se situací, velitel čínských vojsk v Koreji Pcheng Te-chuaj si ho ponechal u sebe, aby řídil logistiku čínských vojsk.
V únoru 1951 se stal náčelníkem týlu Severovýchodního vojenského okruhu a v červnu 1951 se stal politickým komisařem týlu armády čínských dobrovolníků v Koreji. Po korejské válce byl jmenován prvním zástupcem náčelníka a zástupcem politického komisaře týlu Čínské lidové osvobozenecké armády. V roce 1955 se stal prvním zástupcem náčelníka inspekce ozbrojených sil Čínské lidové republiky a byla mu udělena hodnost generálplukovníka, Řád za zásluhy první třídy, Řád svobody a nezávislosti první třídy a Řád osvobození první třídy.
Čou Čchun-čchüan byl členem Státního výboru obrany po celou dobu jeho existence (1954–1975), byl dlouholetým členem stálého výboru Všečínského shromáždění lidových zástupců (zvolen 1954, 1959 a 1964, do 1975), členem stálého výboru celostátního výboru Čínského lidového politického poradního shromáždění (1978–1983), roku 1958 a 1963 byl vybrán mezi členy Ústřední kontrolní komise Komunistické strany Číny.